# Walburge de Neuenahr
Pour les articles homonymes, voir Neuenahr.
Anne Walburge de Neuenahr, née en 1522 et morte le 15 mai 1600, est une comtesse hollandaise politiquement active.

## Biographie

### Jeunesse
Walburge de Nieuwenaer était la fille de Guillaume, comte de Nieuwenaer et d'Anna van Wied. Elle a grandi dans le château familial de Wied. Son père était diplomate et conseiller de l'empereur et se convertit très tôt au protestantisme. Il y avait des liens entre sa famille et les derniers dirigeants de la révolte hollandaise. Son frère Herman de Nieuwenaer-Meurs (de) était marié à une demi-sœur de Guillaume d'Orange, Magdalena van Nassau. Sa nièce Amelia était l'épouse de Henri de Brederode.

### Comtesse de Hornes et de Meurs
Elle épouse Philippe de Montmorency, comte de Hornes, en 1543. Elle est protestante et soutient activement le mouvement protestant dans le fief de son époux.
Walburge de Neuenahr et sa belle-mère, Anna van Egmond, travaillèrent activement depuis le château de Nijenborgh à Weert pour propager le protestantisme. Ils assistèrent aux services réformés et réussirent à persuader plusieurs prêtres de rejoindre l’Église protestante. Il est probable qu'elles étaient également au courant de la Furie iconoclaste qui déferle sur le Pays-Bas méridionaux en 1567. Quelques jours avant le début des hostilités en 1566, elles ont averti les religieuses d'un couvent local de cacher leurs objets de valeur.
Son époux est exécuté en 1568 pour son soutien au Compromis des nobles. Elle n'est pas exécutée, mais exilée du fief de son défunt époux. Elle se remarie avec son cousin Adolf de Neuenahr, de 20 ans son cadet, en 1569 ou 1570. Il est protestant, du côté du prince d'Orange, et selon la tradition, elle encourage ses opinions. En 1578, Walburge et son mari héritent du comté de Meurs de son frère, Herman van Nieuwenaer-Meurs, décédé sans enfant. Après la perte des partis protestants lors de la guerre de Cologne, ils ont émigré vers la République des Provinces-Unies. En 1584, Adolf de Neuenahr devint stathouder de Gueldre et en 1585, également stathouder d'Utrecht. À partir de 1585, le couple vécut dans la ville d'Utrecht. Elle participe activement à la cause protestante pendant la guerre : en 1586, elle fait office de diplomate lorsqu'on lui confie la tâche de négocier avec le comte de Leicester, ayant aussi vécu à Utrecht pendant un certain temps en tant que gouverneur anglais, afin de fournir davantage de troupes à son époux. Il décrit Walburge dans des lettres comme une femme sage qui lui fournit des informations utiles. Cependant les relations ont été interrompues lorsque le secrétaire de Leicester a commencé à répandre des commérages sur Walburge.
Son époux est mort en octobre 1589 dans un accident alors qu'il testait de nouveaux canons. Walburge aurait envisagé de se remarier; cette fois avec le comte Valkenstein, qui, cependant, mourut avant de pouvoir se marier. Elle aurait toujours nié le mariage prévu,.

### Dernières années de vie et héritage
En 1594, elle fait un testament. En cela, elle a laissé le comté de Meurs à Maurice d'Orange, à condition qu'il y protège la religion protestante. A cette époque, Meurs était encore aux mains des Espagnols. Elle a laissé l'héritage encore controversé du comté de Horne à Sabine d'Egmont (nl), la fille du comte d'Egmont, lui-même exécuté en même temps que son mari.
En 1597, Maurice d'Orange réussit à reprendre Meurs. Walburge s'installe alors à Meurs, qu'elle dirige comme comtesse jusqu'à sa mort. Elle y mourut le 25 mai 1600. Après sa mort, le comté fut immédiatement occupé par le duc de Clèves, mais repris par Maurice en 1601.

## Postérité
Walburge de Nieuwenaar est représentée sur une peinture murale sur le Muntpassage à Weert, avec Philippe de Montmorency, Lamoraal d'Egmont et Guillaume d'Orange.